# Juan Carlos Wasmosy Monti
Juan Carlos María Wasmosy Monti GColIH (Assunção, 15 de dezembro de 1938) é um empresário, engenheiro e político paraguaio, que foi presidente de seu país desde 15 de agosto de 1993 até 15 de agosto de 1998. Foi eleito pelo Partido Colorado, sendo o primeiro presidente civil após a presidência de Alfredo Stroessner e o primeiro eleito democraticamente, desde 1811.
Em 17 de dezembro de 1995 foi agraciado com o Grande-Colar da Ordem do Infante D. Henrique de Portugal.